# 公主殿下，“拷问”的时间到了
《公主殿下，「拷問」的時間到了》是由春原羅賓遜原作、Hirakei作画的日本漫画，且自2019年4月2日起在少年Jump+连载。
至2020年8月，单行本前3册的发行量超过15萬本，总观看次数超过5300万次。2021年5月，前98話的總觀看次數超過1億次。该作品于2020年获得了下一部人氣漫畫大賞网络漫画類別第二名。

## 故事情节
魔王军为了得到国王军的机密而“拷问”被囚禁于魔王军的国王军公主，虽然公主在许多战争下都活了下来，但是却没有抵挡住用美食诱惑的“拷问”。

## 登场角色

### 主要人物
公主（聲：白石晴香）
本作主角。本名不明，生日為3月3日。金发碧眼，头上还有一个小王冠。既是王女，又是国王军第三骑士团的团长。屢次在戰場上倖存，立下顯赫戰功，但本质上还是小孩子，虽經长期的战争磨炼和严格的教养，令外人看上去好像意志坚定，但内心还是向往悠哉的生活，所以被魔王军以食物和玩乐利诱下所屈服，将国王军的秘密一一供出。
擁有高超的劍術及過人的體力，在漫畫第148話稱自己比大多數生物都強，在漫畫第174話因玩遊戲太強而說出:「我好恨自己的力量」，被吐槽「可悲的野獸」。在过往的战场上所向披靡，但卻在故事开始时被魔王军俘虏，被俘原因不明。
過去曾遭好友，實為敵國刺客的櫻背刺，但從對方的攻擊察覺其迷茫，因此從未恨過櫻。漫畫第126話中，與成為魔王軍拷問官的櫻再會並重歸於好。
平常在牢房接受拷問時會穿囚服，脖子上穿戴鐵鍊並連接鐵球，可自行穿脫，牢房門也可以自由進出，只是自己離開牢房時，首席拷問官會接到通知。
聖劍艾克斯（聲：小林親弘）
公主的佩剑，是传说中的圣剑。拥有意识。在公主俘获时也一同俘获。
多年來為王家服務，与国王军历代著名骑士一同并肩作战，对人类的价值观、文化、生活方式有着深刻的认识，十分严肃和有常识。起初对公主十分敬佩，想要相信公主的高貴和精神力量，但见到公主被俘后的反差表现十分失望与无语，成为本作中的吐槽役及目擊者的角色。
由于和持有者的魔力共鸣，如果公主生病，也会变得衰弱。由于本身是剑，十分享受剑刃保养的感觉，所以也会被作为对付公主的“折磨”对象。
朵伽·托加爾（聲：伊藤靜）
魔王军首席拷问官，妙龄女性恶魔，负责拷问公主来获得对魔王军有利的情报。
十分擅长折磨，连魔王都十分害怕，总是以各种利诱的方式从公主套取情报，但大多数的情报都對魔王军没什么用。当其下属的拷问官拷问失败时，会不小心泄露出她的秘密。
认真细心的聪明女人，也有照顾战俘公主的善意，在拷问后会照顾公主的起居。
學生時期曾在家庭餐廳工作，因此擅長製作巴菲。成為拷問官之前的工作是護士。
平时外出或独处时喜欢享受美食。
非常喜欢兔子。不擅於運動。宠爱刚出生的侄女。
在漫畫第145話取得黃金駕照資格。
在漫畫第187話碗子蕎麥麵拷問中，意外展現大胃王的實力。

### 拷問官
達坦瑪
首席拷問官輔佐，協助折磨小姐對公主執行各種「酷刑」。
長相可怕的獸人。右眼的星型標記是他每天早上自己塗的。總是在拷問成功後與「失去利用價值」的公主一起玩樂。
平常從不說話，目前只在漫畫第194話吃櫻桃而說過「好吃」二字，被聖劍吐槽「你這傢伙原來能說話」。
陽鬼（聲：永瀨安奈）
原中級拷問官，於漫畫36話通過試驗成為高級拷問官的魔族少女。短髮、穿著暴露、開朗活潑的室外派。
高中時期參加籃球部，但成天只知道跟社友唱卡拉ok、去家庭餐廳，連籃球規則都不是很懂。
和陰鬼是一搭一唱的拷問雙人組。兩人看似雙胞胎姊妹，但其實是堂親關係。
平常從來沒有做菜的經驗，但在漫畫215話陽鬼、陰鬼、公主策畫作弄托加爾事件裡，第一次下廚做了戚風蛋糕，連托加爾、陰鬼、公主也給予好評。
陰鬼（聲：井上穗乃花）
原中級拷問官，於漫畫第36話通過試驗成為高級拷問官的魔族少女。
長髮、穿著鬆垮、陰沉含蓄的室內派，興趣是看美劇及看電影。
有兩個年幼的弟弟，其中一位名叫陰助（聲：泊明日菜）。曾和陽鬼一起以「三人一起去遊樂園玩」威脅公主交出秘密。即使如此，三人的友誼仍是貨真價實的。
於漫畫第164話從原本害怕狗狗轉變為喜歡狗狗。
克洛兒（聲：山根綺）
魔獸使，一級戰鬥員兼高級拷問官。習慣在句尾加「☆」、辣妹風打扮的半獸人少女。
動物愛好者。從小白熊、兔子、到巨大的魔狼、有腿的魔界海豚、會說話及炒青椒肉絲的魔界倉鼠、魔界企鵝都在其守備範圍內。
為了與動物更多的接觸選擇露出度高的服裝。
擅長以各種可愛魔物拷問公主。但若自己喜愛的魔物不受公主青睞，會受到嚴重精神打擊。
小魔魔（聲：日高里菜）
魔王的獨生女，還在上幼稚園的魔族女孩。原「最高級見習拷問官」，隨著劇情持續升官，後晉升為「至尊超傳奇拷問官」。
天真無邪、毫無心機。拷問方式很幼稚，但憑藉壓倒性的可愛屢屢爆擊公主，對魔王更是效果拔群。
潔安德（聲：茅野愛衣）
四級戰鬥員兼初級拷問官。體型巨大的成年女性。治癒的笑容與深不見底的母性，是魔王城的高人氣職員。雖然是戰鬥員，但從來沒戰鬥過，平時在澡堂工作。
擅長以溫泉、桑拿、按摩等療癒系拷問折磨公主，被公主稱作「媽媽師傅」敬愛。
吉爾葛（聲：千本木彩花）
武器職人兼初級拷問官，折磨小姐的朋友。個性認真、匠氣十足的年輕魔族女性。
擅長以高超的打磨保養技術對埃克斯進行拷問。
芭妮菈·佩修茲（聲：富田美憂）
高級拷問官。出生魔界望族的吸血鬼少女。不會吸血，而是從含鐵的食物中攝取養分。
雖然被父母期望「不要在意門第，自由的生活」，但本人太過傲嬌，總是形單影隻。被帥氣體貼的公主打開心房，交到人生第一個朋友。
櫻·哈特羅克（聲：田村睦心）
原羅尼西帝國皇帝直屬暗殺部隊成員。暗殺魔王失敗，後被招安成為魔王軍初級拷問官。
本性善良，但為了工作被迫冷血。過去曾為暗殺公主，騙取公主友誼後背刺，但因內心動搖沒下成殺手，反被公主打倒。任務失敗苟活的她被羅尼西帝國指派暗殺魔王的自殺任務。
對欺騙公主感情一事耿耿於懷。漫畫126話與公主再會並重歸於好。

### 魔王周圍
魔王（聲：玄田哲章）
本名不詳。魔界眾生的頂點、實力強大的魔王，留下不少傳奇事蹟。指派折磨小姐等拷問官從公主那兒獲取國王軍機密，但只得到一堆沒用的情報，即使有用，也總因一些特殊原因而不被採納或實行。
與國王生日相同，均為2月14日。
喜歡喝啤酒。
在職場上是個仁厚的好上司；在家裡是個愛妻愛女兒的好爸爸。超級女兒控，曾因錯失紀錄小魔魔成長的機會而重病吐血。此外還是個御宅族，喜歡看深夜動畫、寄信給電台、參加聲優粉絲見面會。
與公主在團康活動上見過幾次面，被公主誤認為「魔王代理人」。
為魔界倉鼠哈姆的忠實粉絲。
因為頭上及肩膀上長角，難以穿衣服，故上半身保持裸體。在睡覺時也會將角包覆起來，避免傷人。
漫畫266話中表示另有一位實力比他還上，擔任圖書館職員的哥哥。
露倫（聲：中原麻衣）
魔王之妻、小魔魔的媽媽。身為魔王的王妃應該實力不凡，但看似只是個溫柔賢慧的母親。
從旁協助小魔魔執行拷問，並為魔王紓解煩惱。
卡納吉（聲：福島潤）
魔王的側官，內政雜務一手包辦。披著黑色斗篷、身形矮小的豬頭惡魔。興趣是裁縫，身上的斗篷就是自己做的。
以清潔工的身分入職，但因人手不足身兼多職，不知不覺變成現在的職位。身居高位但實力普普。
負責將拷問結果呈給魔王，但從未被採納。個性冷靜，是魔王宮中難得的常識人。
布魯士（聲：木内太郎）
魔王軍大戰鬥參謀，別稱「破壞的布魯士」，長著高聳犄角的壯碩男性魔族，工作的時候的打扮是打赤膊、披帶刺的斗篷，但上下班時會穿西裝，在家也會穿休閒T恤。
個性認真，因為老是偶然聽到魔王壓迫感十足(但通常與魔魔子有關)的發言而以為即將發生大事，時常私下緊張不安。
在第130話得知老家家教很嚴，被魔王誘惑著在街邊吃鯛魚燒與繞路逛街而體會了"做壞事"的樂趣。

### 國王軍
魯修·布列坦（聲：小野大輔）
國王軍第一騎士團的「聖白騎士」、國王軍的魔法高手、布列坦家族下一代掌門。穿著全套盔甲給人白馬王子的形象，但素顏是個禿頭中年大叔。
忠誠認真，吟唱魔法時全神貫注，完全顧不到外界狀況。兩次潛入魔王宮以空間傳送魔法試圖拯救公主，全因公主阻撓失敗（他本人並不知道失敗原因）。
第三次出師未捷撞見魔王，使勁全力仍無法傷及魔王分毫，反被魔王出手拯救。事後兩人因宅同好一拍即合，對魔族的偏見有所改觀。認為自己的敵人只有魔王軍而非全體魔族（他不知道對方就是魔王）。
基莫奇（聲：大塚芳忠）
出現在公主回憶裡，訓練幼年公主的老執事，國王軍「榮譽騎士」。
乍看嚴肅端莊，但其實是會偷帶公主去柑仔店和家庭餐廳的調皮老頭。

## 出版資訊
| 冊數 | 集英社        | 集英社                 | 尖端出版社    | 尖端出版社            |
| 冊數 | 發售日期      | ISBN                   | 發售日期      | ISBN                  |
| ---- | ------------- | ---------------------- | ------------- | --------------------- |
| 1    | 2019年9月4日  | ISBN 978-4-08-882045-3 | 2021年2月8日  | ISBN 978-957-109324-6 |
| 2    | 2020年2月4日  | ISBN 978-4-08-882221-1 | 2021年3月10日 | ISBN 978-957-109381-9 |
| 3    | 2020年8月4日  | ISBN 978-4-08-882398-0 | 2021年4月9日  | ISBN 978-957-109731-2 |
| 4    | 2020年11月4日 | ISBN 978-4-08-882524-3 | 2021年5月7日  | ISBN 978-957-109973-6 |
| 5    | 2021年1月4日  | ISBN 978-4-08-882535-9 | 2022年2月15日 | ISBN 978-626-306855-1 |
| 6    | 2021年7月2日  | ISBN 978-4-08-882719-3 | 2022年8月1日  | ISBN 978-626-338047-9 |
| 7    | 2021年9月3日  | ISBN 978-4-08-882765-0 | 2023年2月1日  | ISBN 978-626-356009-3 |
| 8    | 2022年1月4日  | ISBN 978-4-08-882886-2 | 2023年8月18日 | ISBN 978-626-356946-1 |
| 9    | 2022年5月2日  | ISBN 978-4-08-883122-0 | 2024年2月6日  | ISBN 978-626-377524-4 |
| 10   | 2022年10月4日 | ISBN 978-4-08-883277-7 | 2024年8月20日 | ISBN 978-626-403033-5 |
| 11   | 2023年3月3日  | ISBN 978-4-08-883444-3 | 2025年3月13日 | ISBN 978-626-403565-1 |
| 12   | 2023年7月4日  | ISBN 978-4-08-883622-5 |               |                       |
| 13   | 2024年1月4日  | ISBN 978-4-08-883843-4 |               |                       |
| 14   | 2024年3月4日  | ISBN 978-4-08-883869-4 |               |                       |
| 15   | 2024年5月2日  | ISBN 978-4-08-884067-3 |               |                       |
| 16   | 2024年10月4日 | ISBN 978-4-08-884283-7 |               |                       |
| 17   | 2025年5月2日  | ISBN 978-4-08-884550-0 |               |                       |

## 電視動畫
2023年6月27日宣布改编为电视动画，于2024年1月至3月播出。第1季播完後，宣布製作第2季。

### 主題曲
片頭曲
作词、作曲：lia，编曲：Naoki Itai、Yusuke Koshiro，主唱：shallm
片尾曲
作词：LEEVELLES、，作曲：LEEVELLES、大西省吾，编曲：大西省吾、LEEVELLES，主唱：LEEVELLES

### 各話列表
| 話數   | 劇本     | 分鏡       | 演出     | 作畫監督 | 料理作畫監督 | 總作畫監督                                | 首播日期      |
| 第一季 | 第一季   | 第一季     | 第一季   | 第一季 | 第一季       | 第一季                                    | 第一季        |
| ------ | -------- | ---------- | -------- | --- | ------------ | ----------------------------------------- | ------------- |
| 1      | 笔安一幸 | 金森阳子   | 金森阳子 | 片出健太、泷山真哲、上原史之 汤团、迫江沙罗、河野敏弥 | 田村恭穗     | 河野敏弥                                  | 2024年 1月9日 |
| 2      | 村上桃子 | 高橋謙仁   | 高橋謙仁 | 酒井愛理、宮澤友希、夏木洋 菊地加純、三橋櫻子、片出健太、河野敏彌 | 田村恭穗     | 河野敏弥                                  | 1月16日       |
| 3      | 守護音美 | 米田和弘   | 武井諒   | 近藤明也圭、加藤惠子、迫江沙羅 上原史之、陳玲玲、趙小川、猿渡聖加 | 田村恭穗     | 河野敏弥                                  | 1月23日       |
| 4      | 筆安一幸 | 若野哲也   | 若野哲也 | 河野敏彌、片出健太、村木智彥 大野勉、日高真由美、白幡裕二 中村咲智、渡邊千尋、牧原加奈、趙小川 徐超、陳玲玲、姜海華、                                                                                    | 田村恭穗     | 河野敏彌、加藤惠子、小美野雅彥            | 1月30日       |
| 5      | 村上桃子 | 三保夢     |          | 住本悅子、瀧山真哲、山內大輔 近藤明也圭、三橋櫻子、猿渡聖加 趙小川、徐超、陳玲玲、姜海華 | 田村恭穗     | 河野敏彌、迫江沙羅、加藤惠子              | 2月6日        |
| 6      | 守護音美 | 淺井義之   | 淺井義之 | 山內大輔、上原史之、片出健太 酒井愛理、日高真由美、關口雅浩 、村木智彥 | 田村恭穗     | 河野敏彌、加藤惠子、小美野雅彥            | 2月13日       |
| 7      | 筆安一幸 | 米田和弘   | 米田和弘 | 關口雅浩、猿渡聖加、三橋櫻子 大野勉、白幡裕二、中村咲智 牧原加奈、渡邊千尋、黃薇霓 趙小川、徐超、陳玲玲、姜海華 、近藤明也圭、三村麻未                                                                   | 田村恭穗     | 河野敏彌、加藤惠子、 迫江沙羅、小美野雅彥 | 2月20日       |
| 8      | 村上桃子 | 金森陽子   | 武井諒   | 夏木洋、村木智彥、山內大輔 片出健太、佐佐木貴宏、 加藤惠子、趙小川、徐超、陳玲玲、蔣海華 | 不適用       | 河野敏彌、迫江沙羅、加藤惠子              | 2月27日       |
| 9      | 村上桃子 | 出合小都美 |          | 土佐岡加奈、加藤祐子、酒井愛理 大野勉、關口雅浩、三橋櫻子 秋谷有紀惠、白幡裕二、黃薇霓 中村咲智、渡邊千尋、牧原加奈                                                                                      | 田村恭穗     | 河野敏彌、迫江沙羅、 加藤惠子、小美野雅彥 | 3月5日        |
| 10     | 守護音美 | 淺井義之   | 淺井義之 | 瀧山真哲、山內大輔、片出健太 、日高真由美、近藤明也圭 大野勉、石田充知子、小美野雅彥 篠原健二、山中正博、村木智彥、佐佐木美穗 趙小川、徐超、陳玲玲、蔣海華                                               | 田村恭穗     | 河野敏彌、迫江沙羅、 加藤惠子、小美野雅彥 | 3月12日       |
| 11     | 筆安一幸 | 高橋謙仁   | 高橋謙仁 | 曾品喬、蔡孟書、范言新、劉玟萱 李育蓁、葉奕呈、吳亭頤、吳曉蓉 黑繪玲、謝孟夏、一土、村木智彥 趙小川、徐超、陳玲玲、姜海華 沈益智、傳動軸、馮亦范                                                         | 田村恭穗     | 河野敏彌、加藤惠子、迫江沙羅              | 3月19日       |
| 12     | 筆安一幸 | 淺井義之   | 金森陽子 | 夏木洋、近藤明也圭、大野勉 山內大輔、加藤祐子、佐佐木貴宏 酒井愛理、新井博慧、 柴田勝紀、山本桃、村木智彥 山中正博、白幡裕二、黃薇霓 中村咲智、渡邊千尋、牧原加奈 日高真由美、瀧山真哲、藤森蒼、片出健太 | 田村恭穗     | 河野敏彌、加藤惠子、 迫江沙羅、小美野雅彥 | 3月26日       |

## 外部連結
- 公主殿下，「拷問」的時間到了 - 春原羅賓遜/Hirakei | 少年Jump+ （页面存档备份，存于）（日語）
- 電視動畫《公主殿下，「拷問」的時間到了》 （页面存档备份，存于）（日語）
- 《公主殿下，「拷問」的時間到了》官方的X（前Twitter）